# Народный артист Республики Армения
Народный артист Республики Армения (арм. Հայաստանի Հանրապետության ժողովրդական արտիստ) — почётное звание Армении. Звание присваивает Президент Республики Армения артистам театра, кино, цирка, режиссёрам, композиторам, дирижёрам, балетмейстерам, художественным руководителям музыкальных, хоровых, танцевальных и других коллективов, музыкантам-исполнителям за высокое мастерство, создание видных сценических образов, музыкальных произведений, радиопостановок, кинофильмов и большие заслуги в развитии искусства.

## Список народных артистов Республики Армения (60 человек)

### 2003 год (7 человек)
1. 28 марта 2003 — Арушанян, Лоренц Сулейманович[арм.] — артист Национального Академического театра имени Габриела Сундукяна[1]
2. 28 марта 2003 — Даллакян, Нинель Сергеевна[арм.] — артистка Ереванского театра юного зрителя[1]
3. 28 марта 2003 — Утмазян, Артур Гайкарамович[арм.] — артист Драматического театра имени Грачья Капланяна[1]
4. 3 июня 2003 — Хачатрян, Лейли Вагинаковна — актриса Русского драматического театра имени К. Станиславского[2]
5. 3 июня 2003 — Мкртчян, Альберт Мушегович — кинорежиссёр[2]
6. 3 июня 2003 — Шахвердян, Ваге-Флобер Суренович — художественный руководитель Национального Академического театра имени Г. Сундукяна[2]
7. 1 октября 2003 — Котанджян, Рафаэль Артёмович — артист Драматического театра имени Грачья Капланяна[3]

### 2004 год (7 человек)
1. 21 сентября 2004 — Давтян, Араксия Ашотовна — профессор Государственной консерватории имени Комитаса[4]
2. 21 сентября 2004 — Папян, Асмик Арутюновна — певица[4]
3. 21 сентября 2004 — Пелешян, Артавазд Ашотович — кинорежиссёр[4]
4. Азизян, Яков Агванович[арм.] — профессор Ванадзорского государственного педагогического института
5. Аветисян, Жанна Седраковна[арм.] — актриса Ереванского театра драмы им. Сундукяна
6. Казанчян, Ерванд Хачатурович[арм.] — директор и художественный руководитель Ереванского театра музыкальной комедии им. Пароняна
7. Сантросян, Армен Поликарпович[арм.] — артист Ереванского театра юного зрителя

### 2005 год (2 человека)
1. 25 марта 2005 — Хандикян, Армен Самуилович[арм.] — художественный руководитель Ереванского драматического театра имени Грачья Капланяна[5]
2. 26 декабря 2005 — Оганесян, Нерсес Гедеонович[6]

### 2006 год (7 человек)
1. 25 марта 2006 — Туманян, Барсег Робертович — оперный певец[7]
2. 27 ноября 2006 — Мкртчян, Раиса Грантовна — солистка эстрадно-симфонического оркестра Радио и телевидения Армении[8]
3. Ашугян, Грачья Геворкович[арм.] — преподаватель факультета культуры Армянского государственного педагогического института им. Х. Абовяна
4. Геворкянц, Рубен Степанович — кинорежиссёр
5. Меграбян, Норайр[арм.] — хореограф
6. Стамболцян, Ваагн Паруйрович — органист
7. Чанчурян, Сурен Вараздатович — хореограф; художественный руководитель Государственного ансамбля танца Армении

### 2007 год (2 человека)
1. Гянджумян, Сурен Ованесович[арм.] — хореограф
2. 27 марта 2007 — Новенц, Галя Христофоровна — артистка Государственного театра музыкальной комедии имени А. Пароняна[9]

### 2008 год (5 человек)
1. 26 марта 2008 — Ерицян, Ким Андроникович — актёр Ереванского государственного драматического театра имени Грачья Капланяна[10]
2. 26 марта 2008 — Марченко, Ирина Сергеевна[арм.] — актриса Государственного русского драматического театра имени К. Станиславского[10]
3. 26 марта 2008 — Мхитарян, Роза Маркосовна[арм.] — актриса Государственного драматического театра имени Абеляна в Ванадзоре[10]
4. 26 марта 2008 — Джрбашян, Рафаэль Христофорович — режиссёр, профессор государственного института театра и кино[10]
5. 26 мая 2008 — Саакянц, Роберт Аршавирович — режиссёр, аниматор[11]

### 2010 год (3 человека)
1. 24 мая 2010 — Кизирян, Альберт Рубенович — художественный руководитель танцевального ансамбля «Гегард»[12]
2. 16 сентября 2010 — Гаспарян, Азат Николаевич — актёр Национального академического театра им. Сундукяна[13]
3. 16 сентября 2010 — Джанибекян, Карен Гургенович — актёр Национального академического театра им. Сундукяна[13]

### 2011 год (8 человек)
1. 24 мая 2011 — Гаспарян, Грачья Ваагни[арм.] — режиссёр-постановщик Ереванского государственного театра «Амазгаин»[14]
2. 24 мая 2011 — Григорян, Арташес (Артур) Григорьевич[арм.] — композитор, художественный руководитель Государственного театра песни Армении[14]
3. 3 сентября 2011 — Балян, Владилен Александрович[арм.] — композитор[15]
4. 3 сентября 2011 — Читчян, Гегуни Оганесовна[арм.] — композитор, профессор Ереванской государственной консерватории им. Комитаса[15]
5. 3 сентября 2011 — Цатурян, Николай Ервандович[арм.] — художественный руководитель Государственного драматического театра им. Ачемяна в Гюмри[15]
6. 3 сентября 2011 — Мартиросян, Флора Арташесовна — певица[15]
7. 3 сентября 2011 — Погосян, Товмас Геворкович[арм.] — художественный руководитель ансамбля ашугской песни «Саят-Нова»[15]
8. 3 сентября 2011 — Вардазарян, Мартин Цолакович[арм.] — концертмейстер эстрадного симфонического оркестра общественной радиокомпании Армении, дирижёр, пианист[15]

### 2012 год (2 человека)
1. 23 мая 2012 — Харатян, Рудольф Гургенович[арм.] — главный хореограф Национального академического театра оперы и балета имени А. Спендиаряна[16]
2. 18 сентября 2012 — Мависакалян, Мелик Бабкенович[арм.] — композитор[17]

### 2013 год (4 человека)
1. 24 мая 2013 — Лейлоян, Асмик Араратовна — канонистка, преподаватель Ереванской государственной консерватории им. Комитаса[18]
2. 9 июля 2013 — Хачатрян, Арутюн Рубенович — кинорежиссёр, директор общественной организации кинематографии «Золотой абрикос»[19]
3. 16 сентября 2013 — Геворкян, Борис Егише[арм.] — хореограф, художественный руководитель танцевального ансамбля «Берд»[20]
4. 16 сентября 2013 — Малхасян, Левон Паруйрович — пианист[20]

### 2014 год (2 человека)
1. 23 мая 2014 — Казарян, Ашот Суренович — актёр[21]
2. 19 сентября 2014 — Паскевичян, Сасун Тадевосович[арм.] — композитор[22]

### 2015 год (4 человека)
1. 5 сентября 2015 — Погосян, Микаэл Мовсесович — актёр[23]
2. 16 сентября 2015 — Тохатян, Грант Арамович — актёр[24]
3. 26 ноября 2015 — Кочарян, Анаит Аматуни[арм.] — актриса (Государственный драматический театр им. Ачемяна в Гюмри)[25]
4. 26 ноября 2015 — Бадалян, Хачик Арменакович[арм.] — актёр (Государственный драматический театр им. Ачемяна в Гюмри)[26]

### 2016 год (1 человек)
1. 17 сентября 2016 — Ернджакян, Ара Арутюнович[арм.] — художественный руководитель Ереванского государственного камерного театра[27]

### 2017 год (4 человека)
1. 24 мая 2017 — Элбакян, Армен Эдгарович — художественный руководитель Национального академического театра им. Сундукяна[28]
2. 11 сентября 2017 — Дабагян, Геворг Гургенович[арм.] — дудукист, солист традиционного ансамбля «Шогакн»[29]
3. 11 сентября 2017 — Карапетян, Артюша Акопович[арм.] — хореограф, балетмейстер[30]
4. 2 ноября 2017 — Шакарян, Степан Григорьевич[31]

### 2018 год (1 человек)
1. 5 ноября 2018 — Манарян, Ерванд Христофорович[32]

### 2021 год (1 человек)
1. 17 сентября 2021 — Млкеян, Роберт Гришаевич — дирижёр, художественный руководитель Государственного камерного хора Армении[33]